# Forsyth (Misuri)
Forsyth es una ciudad ubicada en el condado de Taney en el estado estadounidense de Misuri. En el Censo de 2010 tenía una población de 2255 habitantes y una densidad poblacional de 386,62 personas por km².

## Geografía
Forsyth se encuentra ubicada en las coordenadas 36°41′58″N 93°6′58″O / 36.69944, -93.11611. Según la Oficina del Censo de los Estados Unidos, Forsyth tiene una superficie total de 5.83 km², de la cual 5.81 km² corresponden a tierra firme y (0.4%) 0.02 km² es agua.

## Demografía
Según el censo de 2010, había 2255 personas residiendo en Forsyth. La densidad de población era de 386,62 hab./km². De los 2255 habitantes, Forsyth estaba compuesto por el 96.14% blancos, el 0.31% eran afroamericanos, el 0.89% eran amerindios, el 0.4% eran asiáticos, el 0% eran isleños del Pacífico, el 0.49% eran de otras razas y el 1.77% pertenecían a dos o más razas. Del total de la población el 3.02% eran hispanos o latinos de cualquier raza.